# Carol Bose

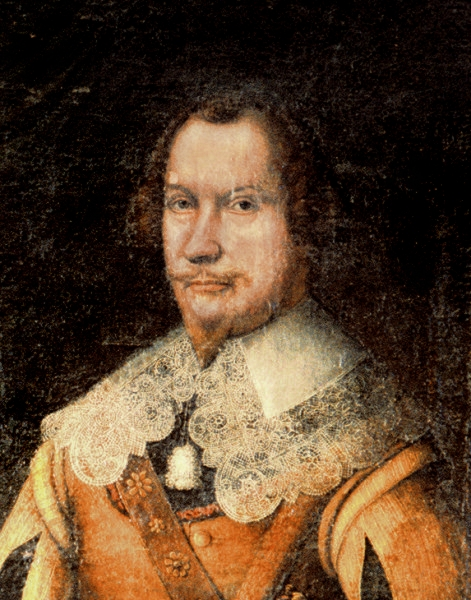
Carol Bose, kursächsischer Oberst im Dreißigjährigen Krieg, ab 1649 Amtshauptmann

Carol Bose, modernisiert auch Karl von Bose, (* 10. August 1596 auf dem Bosenhof; † 12. Januar 1657 in Schweinsburg) war ein kursächsischer Oberst, seit 1649 Amtshauptmann der Ämter Zwickau und Werdau und seit 1653 auch von Stollberg. Er besaß im Zwickauer Einzugsgebiet Netzschkau, Mylau, Elsterberg und Crimmitschau sowie in Breitungen mehrere Rittergüter. Zu seiner Zeit soll er der reichste Edelmann Sachsens gewesen sein.

## Leben

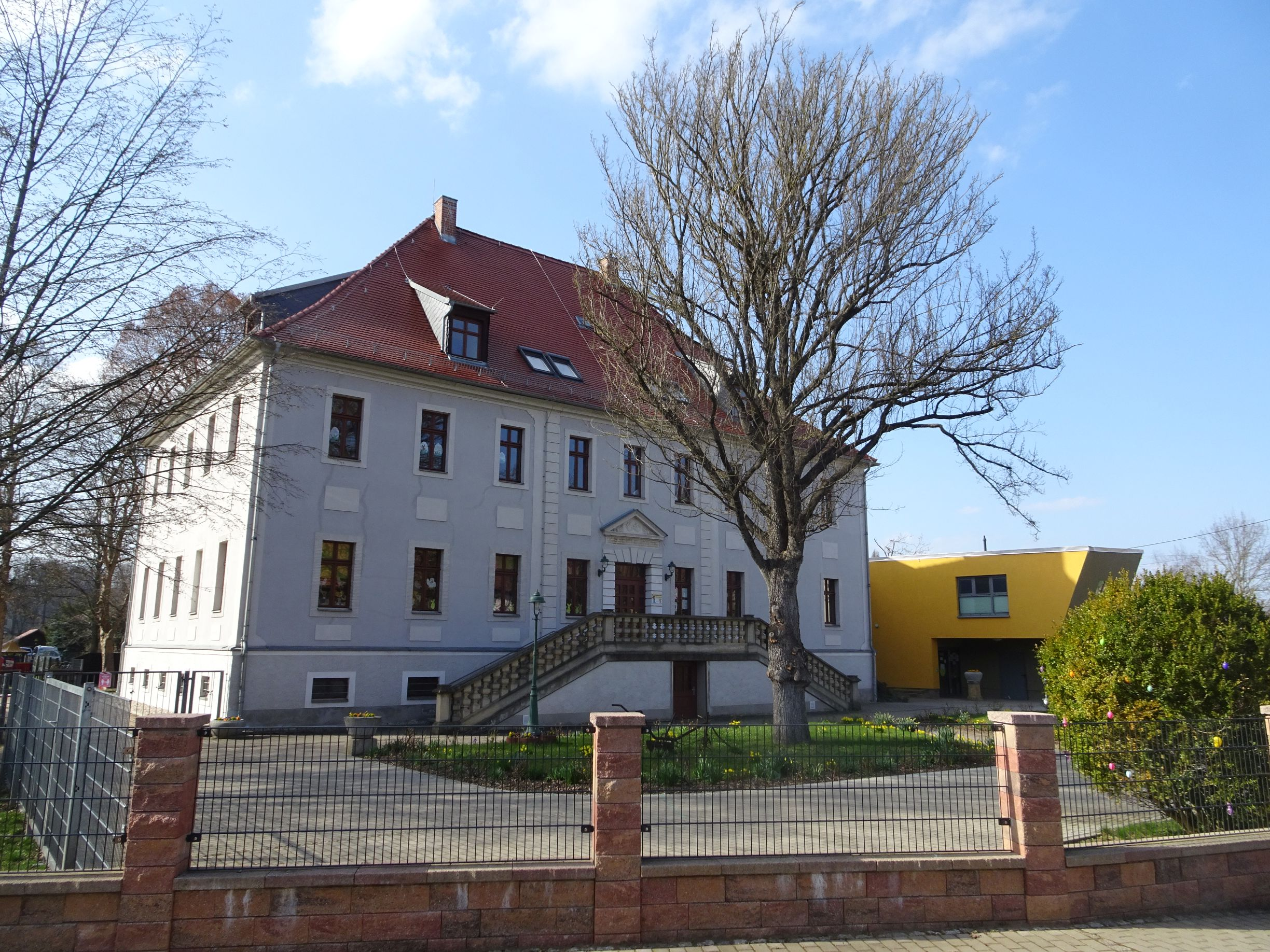
Herrenhaus Bosenhof, heute Kindergarten

Schloss Netzschkau

Carol Bose entstammte dem sächsischen Adelsgeschlecht von Bose, dessen Vertreter sich noch bis in das 18. Jahrhundert ohne von schrieben. Er war der dritte Sohn des Hans Ernst Bose auf Netzschkau und Großsaara und seiner ersten Ehefrau Clara von Geilsdorf.
Im 12. Lebensjahr wurde Carol Bose Page beim Bischof Johann Philipp von Gebsattel zu Bamberg. Nach dessen Tod 1609 wartete er Wolf Dietrich von Crailsheim in Thon mehrere Jahre als Page auf und besuchte gemeinsam mit dessen Sohn die Schule. Als Carol Bose 18 Jahre alt wurde, begann er seine militärische Laufbahn. Er ging zusammen mit seinem ältesten Bruder Julius Cäsar nach Frankreich und hielt sich dort zuerst 18 Monate in Metz (Lothringen) auf, bevor er weiter nach Paris ging und im Leibregiment des Königs Ludwig XIII. diente. Als es 1618 zum Ständeaufstand in Böhmen kam, verließ er die französischen Dienste. Unter Graf Ernst von Mansfeld wurde er bei Belagerung der Stadt Pilsen zum Capitain-Lieutenant ernannt. 1620 trat Bose in kursächsische Dienste und wurde Capitain.
Nach der Rückkehr aus Frankreich lernte Carol auch seine erste Frau kennen und erbte 1626 die Herrschaft um Schloss Netzschkau.
1622 ging er mit Erlaubnis vom sächsischen Kurfürst in Kaiserliche Dienste und bekam die Stelle eines Obrist-Wachtmeisters. Als 1631 die kaiserliche Armee in das Kurfürstentum Sachsen einmarschierte, dankte Carol Bose ab und ging erneut in kursächsische Dienste im 2000 Mann starken Regiment des Obristen Eustachius von Löser, wo er zum Oberstleutnant befördert wurde und 13 Monate diente. Im Juli 1632 wurde ihm ein Regiment zu Fuß von 1900 Mann auf der Seite der Protestantischen Union anvertraut und er mit diesem nach Nürnberg geschickt. Mit Teilen seines Regiments nahm er am 16. November 1632 in der Schlacht von Lützen als Führer der Brigade Bose und an der Seite von Gustav II. Adolf, König von Schweden teil.
Im weiteren Verlauf des Dreißigjährigen Krieges wurde Bose 1636 zusätzlich ein Regiment zu Ross von 1200 Mann anvertraut.
Am 2. Oktober 1636 rückte das Bosesche Regiment in Zwickau ein. Zwar musste die Stadt zur Unterhaltung des Regiments wöchentlich 600 fl. Kontribution an den Obristen zahlen. Aber gleichzeitig boten die Soldaten Schutz vor den in Sachsen eingefallenen Schweden unter General Banér, die Leipzig belagerten und Ausfälle bis in die Zwickauer Gegend unternahmen. Bose ordnete energische Verteidigungsmaßnahmen an. Im selben Jahr führte er auch 7 Regimenter über die Saale, als die schwedischen Truppen Bernburg besetzt hatten. 1637 wurde er mit 5 Regimentern vor Erfurt geschickt, allerdings entging die Stadt bei Verhandlungen einer Besetzung. Er dankte 1638 aus dem aktiven Militärdienst ab, wurde aber aufgrund seiner militärischen Verdienste und seines diplomatischen Geschicks zum Geheimen Kriegsrat ernannt und später von dem sächsischen Kurfürsten Johann Georg I. als Gesandter zum Westfälischen Frieden in Osnabrück und Münster gesandt. 1649 ernannte ihn der Kurfürst zum Amtshauptmann über die Ämter Zwickau und Werdau, 1653 dann auch noch über Stollberg. Außerdem wurde er zum Oberst des Verteidigungswerks des Thüringischen, Erzgebirgischen und Vogtländischen Kreises ernannt.
Nach dem Militärdienst ging er wieder ins Vogtland, wo er Netzschkau zum Zentrum seiner immer größer werdenden Besitzungen machte. Ab 1636 erwarb er schließlich fast alle Herrschaften und Rittergüter der Netzschkauer Umgebung, u. a. auch die Burg Mylau.
Unter dem Gesellschaftsnamen Der Bewahrende wurde er als Mitglied in die Fruchtbringende Gesellschaft aufgenommen.
1642 kaufte er die Schweinsburg in Neukirchen an der Pleiße, wo er seinen Lebensabend verbrachte und 1657 verstarb.

## Familie
Carol Bose war insgesamt vier Mal verheiratet und hatte 13 Kinder.
Seine erste Frau, Anna Maria Wambolt von Umstadt (* 16. März 1598 in Heidelberg; † 14. September 1637), lernte er nach seiner Rückkehr aus Frankreich kennen. Er heiratete sie am 13. Oktober 1624 und zeugte mit ihr drei Söhne und fünf Töchter.
Seine zweite Ehefrau, Maria Sophia, geborene Vitzthum von Eckstädt, verwitwete von Asseburg aus Kannawurf, die er am 19. Dezember 1638 nach dem Tod von Anna Maria heiratete, gebar ihm einen Sohn und eine Tochter.
Am 1. Mai 1648 heiratete Carol nach dem Tod seiner zweiten Ehefrau, Marie Magdalene, geborene von Starschedel, die drei Kinder zur Welt brachte, wovon die zweite Tochter aber kurz nach der Geburt starb. Marie Magdalene selbst starb bei der Geburt des einzigen Sohnes dieser Ehe 1651.
Carol heiratete am 13. Juni 1652 in Netzschkau ein viertes Mal. Mit seiner vierten Frau Sophie Rosina, geborene Stiebar von Buttenheim, zeugte er nochmals drei Kinder, eine Tochter und zwei Söhne. Der bekannteste davon ist der jüngste Sohn Carol Gottfried von Bose, der das Schloss Netzschkau von Carol erbte, Wirklicher Geheimer Rat, Kammerherr und Kreishauptmann zu Meißen wurde und am 23. Mai 1715 in den Grafenstand erhoben wurde.
Er starb am 12. Januar 1657 auf dem Weg von Zwickau zu seinem Schweinsburger Rittergut wohl infolge eines Schlaganfalls.
Carol Bose wurde nach seinem Tod am 5. Mai 1657 in seiner 1634 für 700 Meißnische Gulden erworbenen und 1637 ausgebauten Begräbnisstätte im Dom St. Marien von Zwickau beigesetzt. Seine erste Frau, Anna Maria, geborene Wambolt von Umstadt wurde dort 1637 als Erste begraben, dabei wurde das Familienwappen jedoch in falsch dargestellter Tingierung angebracht, mit verdrehten und auf den Kopf gestellten Spitzen. Im Erbbegräbnis sollen auch seine drei anderen Frauen und mehrere seiner Kinder begraben liegen. Die prachtvolle Begräbnisstätte steht heute unter Denkmalschutz.
In Boses Testament wurde ein Legat verfügt, von dessen Zinsen bis ins 19. Jahrhundert jeden Sonntag bei seinem Grab für 12 Groschen Brot bzw. Semmeln unter die Armen verteilt wurden.